# Теляшево (Абзеліловський район)
Теля́шево (рос. Теляшево, башк. Теләш) — присілок у складі Абзеліловського району Башкортостану, Росія. Входить до складу Ташбулатовської сільської ради.
Населення — 105 осіб (2010; 112 в 2002).
Національний склад:
- башкири — 97%